# Bobby Blake
Bobby Blake, eigentlich Edgar Gaines (* 11. August 1957 in Memphis, Tennessee) ist ein US-amerikanischer  Baptisten-Pastor und ehemaliger Darsteller in homosexuellen Pornofilmen. Blake zog sich 2001 aus dem Pornogeschäft zurück.

## Leben

### Kindheit und Jugend
Edgar Gaines wuchs als Sohn einer emotional instabilen Mutter die ersten zehn Jahre in einem Kinderheim auf. Mit zehn Jahren nahm ihn seine Mutter wieder zu sich, doch der Aufenthalt war nur von kurzer Dauer. Seine Mutter erlitt einen Nervenzusammenbruch und sein Bruder erlitt während dieser Zeit einen Kopfschuss. Er wuchs anschließend in einer liebevollen Pflegefamilie auf. In seiner Jugend hatte er Probleme mit seinem Coming Out, das jedoch von seiner neuen Familie akzeptiert und unterstützt wurde. Bereits im Alter von 14 Jahren, nachdem er sich in eine Erwachsenenbuchhandlung geschlichen hatte, interessierte er sich für homosexuelle Pornografie und träumte davon, Pornodarsteller zu werden.

### Pornokarriere
Nachdem er volljährig geworden war, zog Gaines nach Los Angeles. Er gab sich selbst das Pseudonym Bobby Blake, als er, wie viele seiner Kollegen als Pornodarsteller, seine Karriere als Stripper und Tabledancer begann. Dabei tanzte er sowohl vor männlichem als auch weiblichem Publikum. Nach einigen Jahren als Tänzer wurde er auch als Pornodarsteller entdeckt. Sein erster Film war Ebony Knights (1996). Er verstand Bobby Blake auch als eine Art Kunstfigur, die das Klischee afrikanischer Hypersexualität in Verbindung mit schwuler Hypermaskulinität auslebte. In seinen Filmen spielte er oft eine Art Wilden oder das Klischee des „Bad Niggers“. Dabei kam ihm vor allem sein muskulöser Körperbau entgegen, der ihn von anderen schwulen schwarzen Schauspielern absetzte und rasch zu einem Star in der Pornoindustrie werden ließ.
In seiner lediglich dreijährigen Karriere als Darsteller trat er in mehr als 100 Filmen auf. Er war lange Zeit mit Flex-Deon Blake (1962–2021) zusammen und war auch derjenige, der Flex-Deon an den Produzenten Edward James vermittelte. Zudem gab er seinen Künstlernachnamen an ihn weiter. Dadurch gab es Spekulationen, dass die beiden verheiratet wären, was jedoch nicht der Realität entsprach.  Allerdings gab es zwischen beiden eine Art Wettkampf um die Führungsposition im Porno, da beide als sehr muskulöse Performer bekannt waren und ähnliche Rollen spielten.
Er entschied sich 2001 auf dem Höhepunkt seiner Karriere, seine Laufbahn als Pornodarsteller zu beenden.

### Autobiographie:My Life in Porn
Seine Lebensgeschichte hat er in der Biographie My Life in Porn niedergeschrieben. Bobby Blake arbeitete zusammen mit dem britischen Schriftsteller John R. Gordon. In seiner Biografie spricht er ausführlich über seine Jugend und die Erfahrungen in der Porno-Industrie. Er beschreibt sich zum Schluss in biblischen Begriffen als der „prodigal son“ (Gleichnis vom verlorenen Sohn), der seine Kirche und seine Heimat verlassen musste. Er betont jedoch, dass er in dieser Zeit nie der Kirche den Rücken gekehrt habe. Blake hat keine Gewissensbisse wegen seines Lebens, sondern interpretiert sein Leben als Teil von Gottes Plan.

### Pastorendienst
Seit 2000 ist Blake Pastor der Tabernacle Baptist Church in Atlanta.

## Kontroversen
Der Film Niggas’ Revenge mit ihm in der Hauptrolle hat eine wissenschaftliche Kontroverse ausgelöst, da die Darstellung von zahlreichen Grenzüberschreitungen wie Inzest, Vergewaltigung, rassistischen Klischees und Gewalt Teil des Films sind. Außerdem werden in dem Film keine Kondome verwendet, obwohl er zur Hochzeit des AIDS-Virus entstand, als viele homosexuelle Pornostudios den Einsatz von Kondomen vorschrieben. Bei dem Film handelt es sich um einen sogenannten Interracial-Film mit BDSM-Elementen, der jedoch im Stil eines Rachefilms gehalten ist. In dem Film misshandelt Blake zusammen mit seinem Partner Flex-Deon Blake drei rassistische Skinheads, die vorher rassistisch ausfallend waren. Dabei kommen Sexpraktiken wie Fisting, Urophilie und Bondage zum Einsatz. Besonders Tim Dean, Professor an der University at Buffalo, behandelt in seinem Buch Unlimited Intimacy: Reflections on the Subculture of Barebacking den Film im Detail. Blake bezeichnete den Film später auch als seinen extremsten Film und seine Art als einen Grund, aus dem Pornobusiness auszusteigen.
Im Gegensatz dazu brachte ihm der Film Bam (1997) einen großen Aufschrei innerhalb der schwarzen schwulen Community ein, da er in dem Film einen weißen Darsteller zärtlich behandelt. Nach eigener Aussage wurde ihm Folgendes vorgeworfen: „‘You nigger-fuck  the  black  ones. (...) And you make love to the white ones.’“ Tatsächlich führte er damals eine Beziehung mit dem Darsteller und sah es selbstverständlich an, bei der Liebe nicht auf die Hautfarbe zu achten. Dies wurde dann auch überwiegend akzeptiert.
2002 trat Blake auf einer Tagung der Blacks Assisting Blacks Against AIDS (BABAA) in St. Louis als Fürsprecher für Safer Sex auf, allerdings lediglich bekleidet mit einem Handtuch und Stiefeln. Der Auftritt wurde mit Steuergeldern finanziert. Dies entwickelte sich zu einem kleinen Skandal und so mussten zwei Vorstandsmitglieder der Organisation zurücktreten.

## Privatleben
Blake bezeichnet sich später selbst als bisexuell. Er trat auch in einigen Filmen mit bisexuellem Inhalt auf. Er lehnt außerdem die homosexuelle Ehe ab, wobei dies jedoch eher als Ablehnung der aus seiner Sicht „weißen“ Schwulenbewegung zu verstehen ist, in der er sich als schwarzer Mann mit afrikanischen Wurzeln nicht wiederfindet und die die Interessen der Afroamerikaner ignorieren würde.

## Werke
- Bobby Blake mit John R. Gordon: My Life in Porn. Running Press Book Publishers 2008, ISBN 978-0-7867-2096-5

## Filmographie (Auswahl)
- 1996: Ebony Knights
- 1997: Black Nubian Fantasies
- 1997: Goldie Locks and the 3 Bi Bears
- 1998: Bi Bi Black
- 1998: Black Bi Demand
- 1999: Get Hooked on This
- 1999: Black Ballers
- 1999: Black Ballers 2: Foul Play
- 1999: Black Power
- 2000: Black Workout 10
- 2000: Bobby’s Big Stick
- 2000: The Underboss
- 2001: Niggas’ Revenge
- 2001: Black Sex Party #3
- 2001: Black Sex Party #4
- 2002: Mt. Fuckmore